# Округ Патнам (Западна Вирџинија)
Округ Патнам (енгл. Putnam County) је округ у америчкој савезној држави Западна Вирџинија.

## Демографија
По попису из 2010. године број становника је 55.486, што је 3.897 (7,6%) становника више него 2000. године.
| Група             | 2000.          | 2010.          |
| Белци             | 50.361 (97,6%) | 53.377 (96,2%) |
| Афроамериканци    | 287 (0,6%)     | 490 (0,9%)     |
| Азијати           | 298 (0,6%)     | 410 (0,7%)     |
| Хиспаноамериканци | 262 (0,5%)     | 484 (0,9%)     |
| Укупно            | 51.589         | 55.486         |